# الانتخابات التشريعية البلغارية 2017

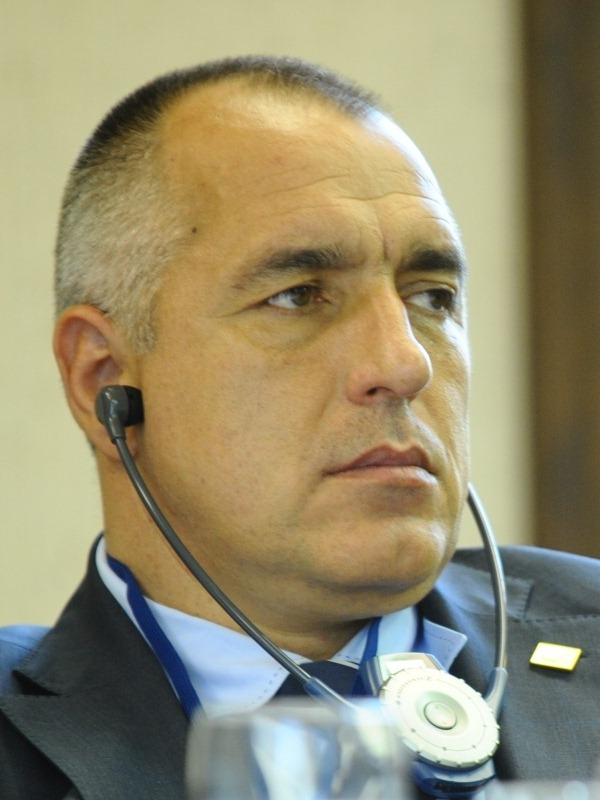
بويكو بوريسوف.

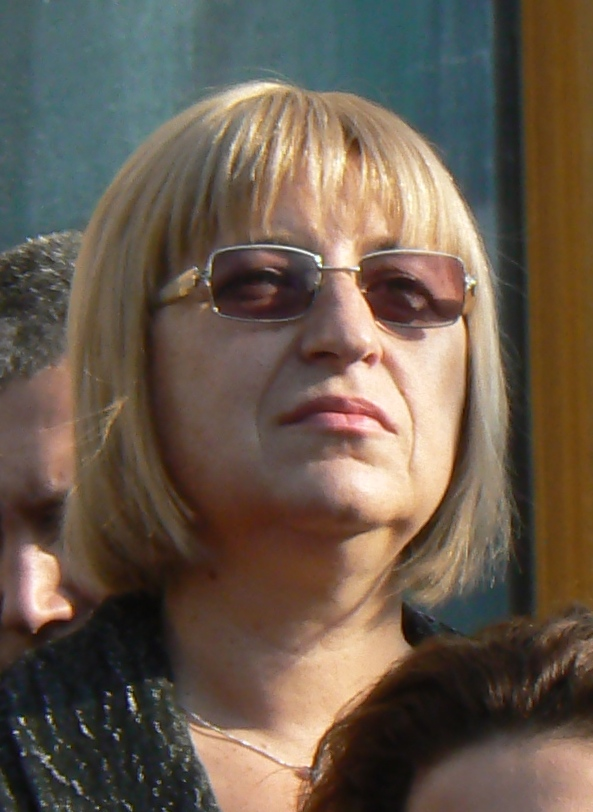
تسيتسكا تساشيفا.

أجريت الانتخابات البرلمانية في بلغاريا في 26 مارس 2017. كان من المقرر أصلا عقدها في عام 2018 في نهاية فترة الأربع سنوات للجمعية الوطنية ولكن بعد استقالة رئيس الوزراء بويكو بوريسوف وفشل الأحزاب البلغارية في تشكيل الحكومة، تم إجراء انتخابات مبكرة. استقال بوريسوف بعد هزيمة تسيتسكا تساشيفا، مرشح حزبه في الحزب الديمقراطي الألماني، في الانتخابات الرئاسية في نوفمبر 2016. بدأت الحملة الانتخابية الرسمية في 24 فبراير.